# Herochroma ochreipicta
Herochroma ochreipicta là một loài bướm đêm thuộc họ Geometridae. Loài này có ở Trung Quốc (Phúc Kiến, Quảng Tây, Vân Nam), Đài Loan, đông bắc Ấn Độ, Nepal và miền bắc Việt Nam.

## Hình ảnh

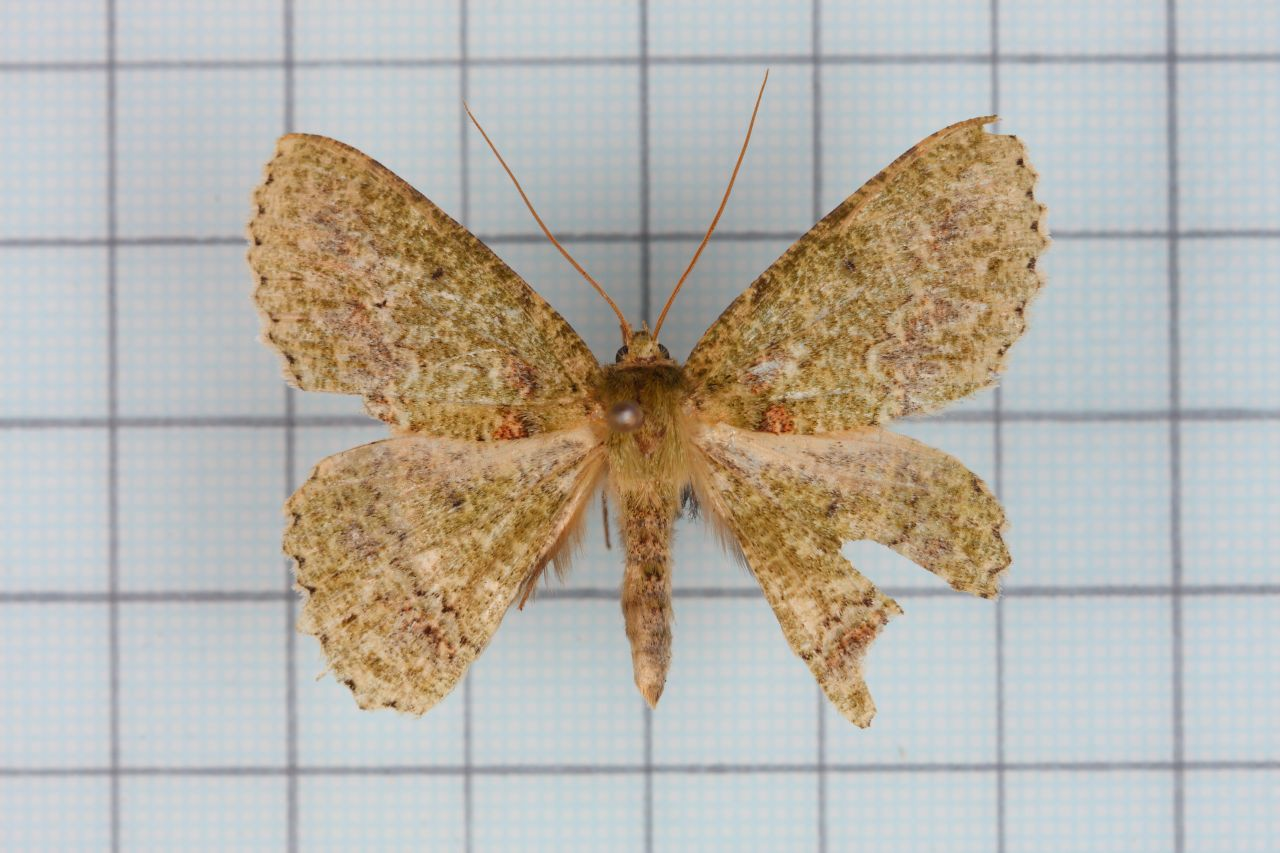